# Чемпіонат України з футзалу 2023—2024
Чемпіонат України з футзалу серед команд вищої ліги «Екстра-ліга» сезону 2023—2024 років розпочався 25 серпня 2023 року. У цьому сезоні брали участь 10 команд без поділу на групи. Було проведено 2 етапи чемпіонату, який складався з трьох кіл та плей-оф. У кожному з трьох кіл першого етапу команди провели по 9 матчів, які пройшли з 25 серпня 2023 року по 20 квітня 2024. У другому етапі — плей-оф зіграли 8 кращих команд за підсумками першого етапу.  
Матчі плей-оф були зіграні у три стадії: чвертьфінали — до двох перемог, півфінали, фінал та матчі за третє місце — до трьох. Етап плей-оф розпочався матчами чвертьфіналу 26 квітня, а останні матчі «золотого» та «бронзового» фіналів пройшли 15 червня.  
Титульним спонсором Екстра-ліги у сезоні 2023-2024 була букмекерська компанія VBET Ukraine, а змагання мають назву «VBET Екстра-ліга».
Чинним чемпіоном Екстра-ліги є київський ХІТ. Кияни захистили чемпіонський титул та вдруге поспіль, а також вдруге в клубній історії стали чемпіоном України.

## Учасники
| Команда          | Населений пункт  | Спортивний зал   |
| ---------------- | ---------------- | ---------------- |
| «Aurora»         | Київ             | СК ЦСК           |
| «in.IT»          | Львів            | «Боско-Арена»    |
| «SkyUp Futsal»   | Київ             | GYMMAXX          |
| «Кардинал-Рівне» | Рівне            | ДЮСШ №4          |
| «Енергія»        | Львів            | «Боско-Арена»    |
| «Рятувальник»    | Ромни            | ПСС СумДУ (Суми) |
| «Сокіл»          | Хмельницький     | СК ГУНП          |
| МСК «Харків»     | Харків           | ПСС СумДУ (Суми) |
| ХІТ              | Київ             | СК ЦСК           |
| «Ураган»         | Івано-Франківськ | КФВ              |

Після 25-го туру «Рятувальник» знявся зі змагань.

## Перший етап[3]
| М  | Команда          | І  | В  | Н | П  | РМ     | О  |
| -- | ---------------- | -- | -- | - | -- | ------ | -- |
| 1  | «Ураган»         | 27 | 23 | 1 | 3  | 125−38 | 70 |
| 2  | ХІТ              | 27 | 21 | 4 | 2  | 120−40 | 67 |
| 3  | «Aurora»         | 27 | 17 | 6 | 4  | 103−53 | 57 |
| 4  | «Сокіл»          | 27 | 14 | 4 | 9  | 73−55  | 46 |
| 5  | «Енергія»        | 27 | 14 | 4 | 9  | 72−62  | 46 |
| 6  | «SkyUp Futsal»   | 27 | 11 | 2 | 14 | 75−86  | 35 |
| 7  | МСК «Харків»     | 27 | 9  | 0 | 18 | 58−106 | 27 |
| 8  | «Кардинал-Рівне» | 27 | 7  | 4 | 16 | 41−82  | 25 |
| 9  | «in.IT»          | 27 | 3  | 2 | 22 | 43−111 | 11 |
| 10 | «Рятувальник»    | 27 | 0  | 5 | 22 | 42−119 | 5  |

Позначення:

## Другий етап

#### 1/4 фіналу
Перші матчі 1/4 фіналу пройшли у період з 26 по 28 квітня на майданчиках команд, що на першому етапі посіли нижчі місця, другі відбулися на майданчиках команд, що на першому етапі посіли вищі місця 10–11 травня. Необхідність проведення третього матчу була лише у парі «Сокіл» – «Енергія», і він пройшов 11 травня.
| Пара                        | Перший матч | Другий матч | Третій матч   | Рахунок у серії |
| --------------------------- | ----------- | ----------- | ------------- | --------------- |
| «Сокіл» – «Енергія»         | 3:5         | 1:2         | 1:3           | 1:2             |
| «SkyUp Futsal» – «Aurora»   | 4:3         | 7:4         | не проводився | 2:0             |
| «Кардинал-Рівне» – «Ураган» | 2:7         | 0:5         | не проводився | 0:2             |
| МСК «Харків» – ХІТ          | 3:6 дч      | 1:9         | не проводився | 0:2             |

#### 1/2 фіналу
Перші матчі 1/2 фіналу пройшли 18-19 травня, другі – 19-20 травня, треті – 25 травня. Четверті та п'яті матчі пройшли лише у парі «Ураган» – «Енергія» і вони відбулися 26 травня у Львові та 1 червня в Івано-Франківську відповідно.
| Пара                 | Перший матч | Другий матч    | Третій матч | Четвертий матч | П'ятий матч   | Рахунок у серії |
| -------------------- | ----------- | -------------- | ----------- | -------------- | ------------- | --------------- |
| ХІТ – «SkyUp Futsal» | 5:2         | 4:3            | 1:3         | не проводився  | не проводився | 3:0             |
| «Ураган» – «Енергія» | 3:2         | 2:2 (3:4 пен.) | 0:1         | 4:3            | 2:4           | 2:3             |

#### «Золотий» та «бронзовий» фінали
Матчі «золотого» та «бронзового» фіналів пройшли 8 червня (перший матч), 9 червня (другий матч) та 15 червня (третій матч). Чемпіон та бронзовий призер визначилися у трьох матчах.
| Пара            | Перший матч | Другий матч    | Третій матч | Рахунок у серії |
| --------------- | ----------- | -------------- | ----------- | --------------- |
| ХІТ – «Енергія» | 5:2         | 2:2 (пен. 4:3) | 0:5         | 3:0             |

| Пара                      | Перший матч | Другий матч | Третій матч | Рахунок у серії |
| ------------------------- | ----------- | ----------- | ----------- | --------------- |
| «Ураган» – «SkyUp Futsal» | 4:3         | 3:2         | 3:5         | 3:0             |

У разі нічийного результату в основний час у матчах плей-оф, призначається два тайми додаткового часу по п’ять хвилин кожний згідно Правил гри з футзалу. Якщо додатковий час не визначить переможця, призначається серія шестиметрових ударів (по п’ять ударів) згідно Правил гри з футзалу.